# Bon Scott
Ronald Belford Scott  (Forfar, 9 juli 1946 – Londen, 19 februari 1980), beter bekend als Bon Scott, was de zanger en voorman van de Australische hardrockband AC/DC.
Ronnie (zoals zijn moeder hem noemde) werd geboren in Forfar in Schotland, en verhuisde met zijn familie naar Australië in 1952. In eerste instantie woonde hij in Sunshine, Melbourne maar toen bij zijn broer Graeme astma werd geconstateerd verhuisde het gezin naar Fremantle (bij Perth), waar het klimaat gunstiger was.
In zijn jeugd speelde hij piano en bespeelde een trommel in een Scottish Pipe Band. Zijn klasgenoten gaven hem te verstaan zich heel snel het Australische accent aan te meten anders zou hij behoorlijke problemen krijgen. Dit liet hij niet op zich zitten. Omdat er al een Ron in hun klas zat gaven ze hem de bijnaam Bon (verwijzend naar the Bonny Scot). Begin jaren zestig ging hij van school en werd postbode. Daarna dreigde hij te ontsporen en werd gearresteerd, o.a. voor het stelen van benzine en het opgeven van een valse naam. Na zijn veroordeling tot enkele maanden tuchthuis besloot hij zijn leven te beteren en een muziekcarrière te beginnen. In 1965 werd hij drummer/zanger in The Spectres. (Niet te verwarren met The Spectres van Groot-Brittannië, die de voorloper van Status Quo was). Veel succes had de groep niet. Succes kreeg hij wel toen hij rond 1967 Vincent 'Vince' Lovegrove leerde kennen en met hem de band The Valentines oprichtte. De groep had diverse hits maar ging uiteindelijk ten onder aan een drugsschandaal.
In de vroege jaren 70 trad hij toe tot de band Fraternity. Deze band nam twee albums op en toerde in 1973 zelfs door Engeland. Die toer was geen groot succes. Nadat Scott was teruggekeerd naar Adelaide raakte hij ernstig gewond bij een motorongeluk. Fraternity ging verder zonder hem, maar behaalde nooit het succes dat Scott behaalde met zijn volgende band.
Een jaar later, werkend als parttime chauffeur, maakte Scott voor het eerst kennis met de leden van AC/DC. De band werd op dat moment geleid door de broers Angus en Malcolm Young. Deze twee waren de jongere broers van Scotts vriend George Young van The Easybeats. Scott was verbaasd over de energie van de band, terwijl de naïeve bandleden, op hun beurt, behoorlijk ingenomen waren door de ervaren voorman. Toen zanger Dave Evans een paar maanden later werd ontslagen, nam de band na een auditie Bon als nieuwe zanger aan.
Scott schreef de teksten voor de band en werd alom gewaardeerd voor zijn charisma. Zijn gedrag als feestbeest was berucht. Zo waarschuwde hij Angus Young ooit met de woorden: 'Whatever I do, you don't!' Hij gebruikte drugs en was tijdens zijn leven een zware drinker. Dit leidde ertoe dat hij alcoholist werd.
In februari 1980 was AC/DC in Londen bezig met voorbereidingen voor het opnemen van een nieuw album. Op 18 februari ging Scott met een vriend op kroegentocht in Londen. 's Nachts om 03.00 uur werd Scott (die behoorlijk dronken was) door zijn vriend naar huis gebracht maar onderweg in de auto raakte hij bewusteloos. Eenmaal bij Scotts appartement bleek hij niet wakker te krijgen. Daarop reed de vriend naar zijn eigen huis en liet Scott, nog steeds bewusteloos, toegedekt met een deken in de auto achter. In de vroege avond van de 19e februari ging de vriend bij zijn auto kijken en zag dat Scott zich niet bewogen had. De vriend reed daarop direct naar het King's College Hospital maar daar kon men niets meer doen. In zijn overlijdensakte staat letterlijk: death by misadventure.
Scott werd op 1 maart 1980 gecremeerd en begraven in Fremantle, Australië, het dorp waar hij opgroeide.

## Discografie
- Seasons of Change '68-'72 (1988)